# Кибардина, Надежда Николаевна
Наде́жда Никола́евна Кибардина́ (8 февраля 1956, Набережные Челны) — советская и российская велогонщица, выступала за сборные СССР и России в начале 1980-х — середине 1990-х годов. Четырёхкратная чемпионка мира на треке и на шоссе в индивидуальных гонках преследования и в командных гонках с раздельным стартом, многократная чемпионка всесоюзных и всероссийских первенств в различных дисциплинах. На соревнованиях представляла спортивное общество «Динамо», заслуженный мастер спорта.

## Биография
Надежда Кибардина родилась 8 февраля 1956 года в городе Набережные Челны, Республика Татарстан. Училась в средней общеобразовательной школе № 2 им. М. Вахитова. Активно заниматься велоспортом начала в возрасте пятнадцати лет, проходила подготовку в местной детско-юношеской спортивной школе № 1. В разное время состояла в добровольных спортивных обществах «Труд» и «Динамо».
Первого серьёзного успеха добилась в 1980 году, когда стала чемпионкой СССР в индивидуальной гонке преследования и благодаря череде удачных выступлений удостоилась права защищать честь страны на чемпионате мира во французском Безансоне, где тоже одолела всех своих соперниц и завоевала золотую медаль. За это выдающееся достижение удостоена почётного звания «Заслуженный мастер спорта СССР». Год спустя вновь была лучшей в зачёте всесоюзных первенств и на мировом первенстве в чешском городе Брно защитила свой чемпионский титул в индивидуальном преследовании.
В 1983 году Кибардина выиграла две золотые медали на II Всемирной Универсиаде в Канаде, в индивидуальном преследовании на треке и в групповой гонке на шоссе. Впоследствии сделала акцент именно на шоссейных гонках, так, в 1984 и 1985 годах принимала участие в многодневной гонке «Тур Норвегии», в первом случае заняла четвёртое место в генеральной классификации, во втором — третье. В 1986 году выиграла два этапа на «Туре Норвегии», кроме того, победила на нескольких престижных веломногодневках во Франции. В 1987 году в составе сборной СССР участвовала в шоссейном чемпионате мира в австрийском Филлахе, где стала лучшей в командных соревнованиях с раздельным стартом. В следующем сезоне на первенстве мира в бельгийском Ронсе в составе сборной СССР стала второй, а ещё через год во французском Шамбери — чемпионкой. Также в 1989 году Кибардина показала второй результат в общем зачёте многодневной гонки «Тур де л'Од» во Франции.
На чемпионате мира 1990 года в японской Уцуномии, как и на двух последующих мировых первенствах в Штутгарте и Бенидорме, три раза подряд неизменно становилась бронзовым призёром в командных гонках с раздельным стартом. Последние значимые результаты показала в 1993 году, когда получила звание чемпионки России в индивидуальной шоссейной дисциплине с раздельным стартом.
Имеет высшее образование, окончила Казанский инженерно-строительный институт (ныне Казанский государственный архитектурно-строительный университет). После завершения спортивной карьеры в течение нескольких лет работала тренером по маунтинбайку, возглавляла российско-чешскую женскую команду МТЛ-Динамо-Будвар, в частности её воспитанница Алла Епифанова неоднократно становилась чемпионкой России и финишировала четвёртой на летних Олимпийских играх 2000 года в Сиднее. В настоящее время проживает в Чехии, работает менеджером на фабрике по пошиву спортивной одежды.